# Поляков Андрій Генадійович
Поляков Андрій Геннадійович (9 червня 1967, Сімферополь) — російськомовний український поет, прозаїк, філолог.

## З життєпису
Закінчив філологічний факультет Сімферопольського державного університету. Працював журналістом, викладав гуманітарні дисципліни, в 1997—1998 був головним редактором кримського дайджесту російської літературної періодики «Товстий журнал», створеного під егідою російського ПЕН-центру.
З початку 1990-х років — учасник кримсько-московської поетичної групи «Півострів» (Разом з Миколою Звягінцевим, Ігорем Сидом, Михайлом Лаптевим та Марією Максимовою). Вірші перекладалися французькою, англійською, німецькою, італійською, болгарською та українською мовами.
Живе та працює в Сімферополі.

## Особливості поезії
Вірші Полякова глибоко вкорінені в поезії акмеїстів. Поляков зосереджує увагу на розпаді гармонійного космосу. В центрі його поезії фігура ліричного суб'єкта, який стоїчно переживає постмодерністичне відчуження культури.

## Нагороди
- Мала премія «Москва-транзит» (2003).
- Шорт-ліст Премії Андрія Бєлого (2003, 2009).
- Стипендія Фонду Йосипа Бродського (2007).
- Міжнародна літературна Волошинська премія (2008).
- Премія Андрія Бєлого (2011)
- Російська премія (2014)

## Твори
- Epistulae ex Ponto. — <Черновцы>, 1995.
- Орфографический минимум: Книга стихотворений. — СПб.: Пушкинский фонд, 2001.
- Для тех, кто спит. — М.: Новое литературное обозрение, 2003.
- Китайский десант. — М.: Новое издательство, 2010. — 144 с. — (Новая серия)
- Письмо. — М.: Арт Хаус медиа, 2013. — 150 с. — Библиотека журнала «Современная поэзия»* Полуостров (с Михаилом Лаптевым, Марией Максимовой, Николаем Звягинцевым и Игорем Сидом). — М.: АРГО-РИСК, 1997.
- Кордон (с Игорем Сидом и Сергеем Жаданом). — М.: Арт Хаус медиа, 2009.